# Charnowo (przystanek kolejowy)
Charnowo – zlikwidowany przystanek kolei wąskotorowej w Charnowie, w województwie zachodniopomorskim, w Polsce.